# Thomas Kuchel
Pour les articles homonymes, voir Kuchel.
Thomas Henry Kuchel, né le 15 août 1910 à Anaheim et mort le 21 novembre 1994, est un homme politique américain, sénateur fédéral républicain de Californie entre 1953 et 1969. Il succède à Richard Nixon à ce poste.
Il a œuvré notamment pour le Civil Rights Act de 1964 et le Voting Rights Act de 1965.
Il est diplômé de l'université de Californie du Sud, en 1932.